# Cucurbitella asperata

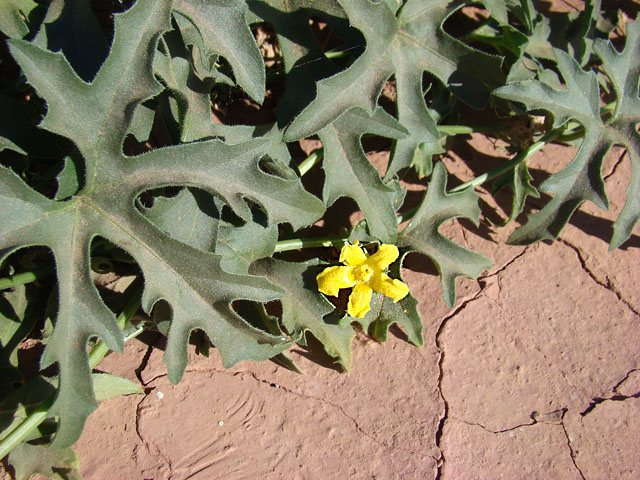

Cucurbitella asperata là một loài thực vật có hoa trong họ Cucurbitaceae. Loài này được (Gillies ex Hook. & Arn.) Walp. mô tả khoa học đầu tiên năm 1846.